# 더 파이드 파이퍼즈

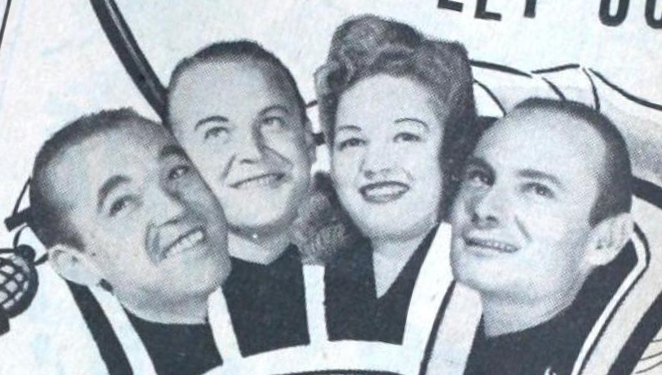
더 파이드 파이퍼즈, 1945년 광고에서의 모습

더 파이드 파이퍼즈(영어: The Pied Pipers)는 1930년대 후반에서 1940년대까지의 기간 동안 인기 있던 음악 그룹이다. 주로 재즈를 다뤘다. 1940년 프랭크 시나트라가 그룹에 잠시 참여하기도 했다. 2001년 보컬 그룹 명예의 전당(Vocal Group Hall of Fame)에 올랐다.

## 같이 보기
- 조더네이어스
- 밀스 브라더스